# Hofweier
Hofweier ist ein Ortsteil der Gemeinde Hohberg im Ortenaukreis in Baden-Württemberg.

## Geographie
Hofweier liegt rund 8 Kilometer südlich von Offenburg und besteht aus dem Gehöft Marienhof und dem Wohnplatz Schwatterloch. Die Gemarkung hat eine Größe von 10,25 km².

### Nachbargemeinden
Die Grenze der Gemarkung verläuft im Norden gegen die Stadt Offenburg, im Nordosten gegen Elgersweier, im Osten gegen Zunsweier, im Süden gegen Niederschopfheim und im Nordwesten gegen Schutterwald.

## Geschichte
Bereits 1101 wird Hofweier in einer Urkunde des Klosters Alpirsbach genannt. Der Ort unterstand den Zähringern, die auch Grafen der Ortenau waren. Als diese 1218 ausstarben, fiel Hofweier an die Ritter von Geroldseck und 1423 an die Hummel von Stauffenberg. 1438 ließ Hummel von Stauffenberg in Hofweier ein Wasserschloss, das Wasserschloss Binzburg, errichten. Ab 1530 unterstand Hofweier vollständig den Rittern von Bach, die den Badener Markgrafen untertänig waren. Ebenso fiel das Wasserschloss in ihren Besitz. Dieses war im 17. Jahrhundert verfallen und wurde im 18. Jahrhundert vollständig abgetragen. Am 1. Januar 1973 schloss man sich mit den Dörfern Niederschopfheim und Diersburg zusammen, um die Gemeinde Hohberg zu gründen.

## Demographie
Einwohnerzahlen nach dem jeweiligen Gebietsstand.
| Jahr | Einwohnerzahl |
| ---- | ------------- |
| 1814 | 998           |
| 1834 | 1.116         |
| 1864 | 1.208         |
| 1913 | 1.484         |
| 1939 | 1.820         |
| 1961 | 2.437         |
| 1970 | 2.768         |

## Wappen
Das Wappen zeigt eine gestürzte goldene Pflugschar über einer steigenden silbernen Mondsichel mit Gesicht mit grünem Hintergrund. Das altbekannteste Siegel weist auf in einem Schild einen steigenden Mond, darüber nebeneinander eine gestürzte Pflugschar und ein Rebmesser.

## Politik
Hofweier ist der Sitz der Gemeindeverwaltung Hohberg.

## Kultur und Sehenswürdigkeiten

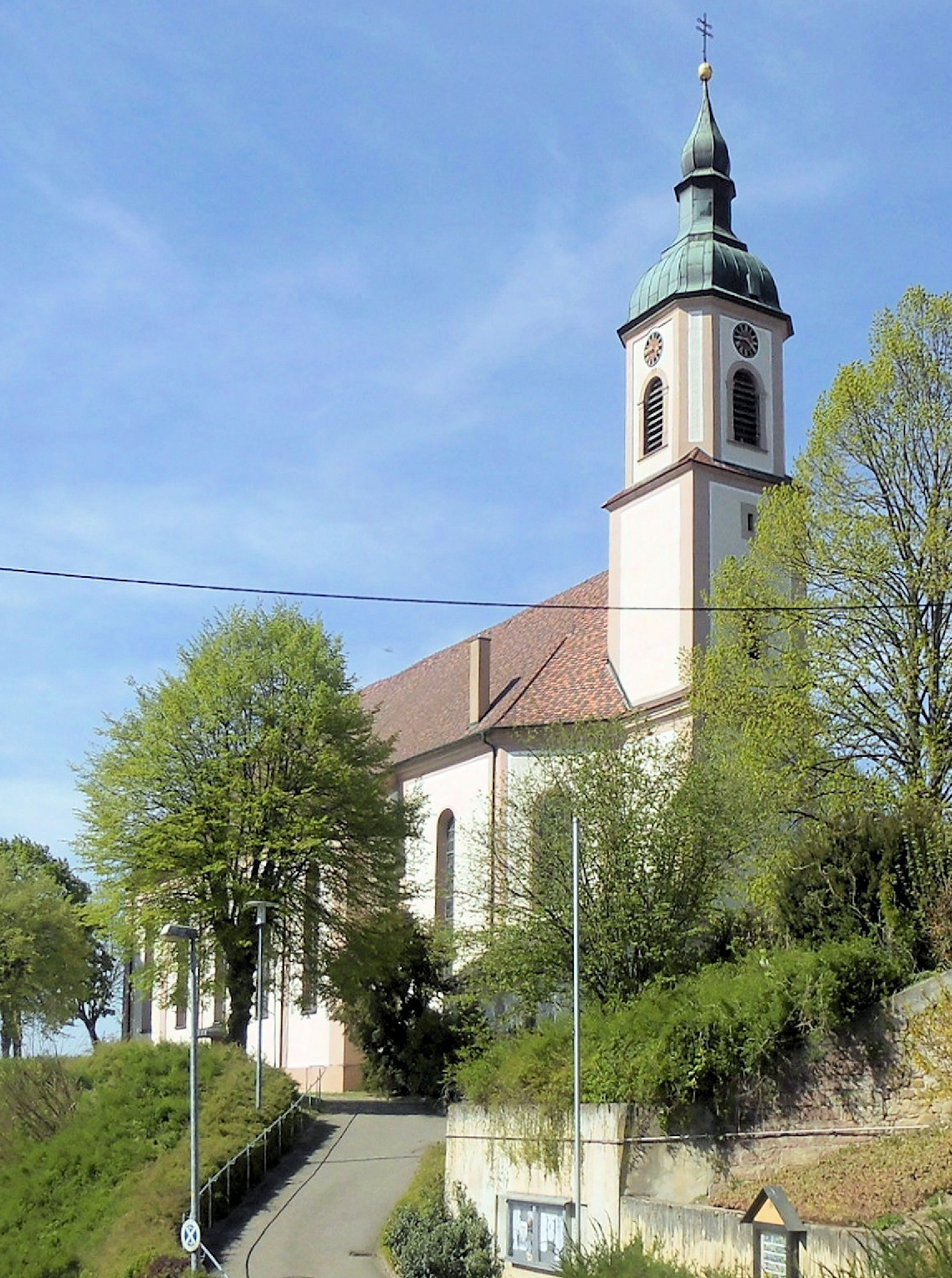
St.Gallus-Kirche in Hofweier

### Bauwerke
- St.-Gallus-Kirche
- Das Rathaus der Gemeinde Hohberg

### Religion
Seit der Dekanatsreform am 1. Januar 2008 gehört Hofweier mit der St.-Gallus-Kirche zum Dekanat Offenburg-Kinzigtal und gehört zudem zu der Seelsorgeeinheit Schutterwald-Hohberg-Neuried.

### Vereine

#### TuS Hofweier / TV Hofweier

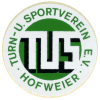
Logo des TuS Hofweier

1920 gründete sich der Turn- und Sportverein Hofweier. 1928 entstand die Handballabteilung, deren Herrenmannschaft von 1974 bis zum Konkurs im Jahr 1988/89 in der Handball-Bundesliga spielte. Bis heute steht sie auf Platz 20. der ewigen Tabelle der Bundesliga. Die Handballabteilung löste sich aus dem Verein und gründete den reinen Handballverein Grün-Weiß Hofweier. Die restlichen Abteilungen bildeten den Nachfolgeverein TV Hofweier. Heute liegt der Schwerpunkt des Vereins auf dem klassischen Geräteturnen.

#### Grün-Weiß Hofweier
Nach dem Konkurs des TuS Hofweier wurde der reine Handballverein Grün-Weiß Hofweier gegründet. Dieser konnte mehrere südbadische Meistertitel und Pokalsiege erringen, sich jedoch, im Gegensatz zum TuS Hofweier, nicht bis in die Handball-Bundesliga vorkämpfen.

#### Narrenzunft Schelle-Hexe Hofier
Im Januar 1980 trafen sich neun Personen im Gasthaus Krone in Hofweier und gründeten die Narrenzunft Schelle-Hexe. Diese gestaltet mit eigenen Veranstaltungen jährlich die Fastnacht in Hofweier. Ebenso gibt es im Sommer verschiedene Veranstaltungen, wie zum Beispiel das Sommerfest. Das „Häs“ (Kostüm) bestand bei der Gründung noch aus einer Plastikmaske. Erst ab 1985 setzte man auf Holzmasken. Ebenso gehört eine blaue Bluse mit dezentem Blumenmuster zum Häs sowie ein roter Rock, ein blau-weiß gestreifter Schurz, eine weiße „Pumphose“ und rot-weiße Ringelsocken.

#### Narrenzunft Beiabsäger Hofier
Am 4. März 1985 wurde mit der Narrenzunft Beiabsäger von elf Gründungsmitgliedern die zweite Narrenzunft in Hofweier gegründet. Der Name „Beiabsäger“ bekamen die Hofweirer nach einer wahren Begebenheit. Heute sind es über 230 Mitglieder. Jährlich gestaltet die Zunft ein buntes Fastnachtsprogramm im Dorf. Das „Häs“ besteht aus einer lachenden Holzmaske mit blauem Mützentuch, einem weißen Hemd und grüner Weste, einer knielangen braunen Cordhose mit schwarzem Gürtel, roten Kniestrümpfen und Strohschuhen. Seit 1989 sind die Beiabsäger Mitglied im Ortenauer Narrenbund. 1994 baute man gemeinsam mit den Schelle-Hexen einen eigenen Narrenkeller. Die Beiabsäger pflegen eine Patenschaft mit den Räbdrollen der Schräckslizunft Diersburg.

#### Weitere Vereine
Weitere Vereine in Hofweier sind der Angelverein, der Gesangsverein „Frohsinn“, die Musikkapelle „Guggemusik Gletscherfleh“, der Handwerker- und Gewerbeverein, die Harmonika-Freunde, die katholische Seniorengemeinschaft, der Musikverein, der Radsportverein, der Tennisverein, der Turnverein, die Freiwillige Feuerwehr Abteilung West und der Sozialverband VDK.

## Wirtschaft und Infrastruktur

### Verkehr
Hofweier liegt unmittelbar neben der Bundesstraße 3.
Mit ca. 500 Meter befindet sich fast die Hälfte der Start- und Landebahn des Offenburger Flugplatzes auf Hofweierer Gemarkung.

## Gemeindepartnerschaften
Hofweier pflegt eine enge Verbindung mit der Partnergemeinde Eschau in Frankreich.